# Necremnus capitatus
Necremnus capitatus är en stekelart som beskrevs av Boucek 1959. Necremnus capitatus ingår i släktet Necremnus och familjen finglanssteklar.
Artens utbredningsområde är:
- Tjeckien.
- Sverige.

Arten är reproducerande i Sverige. Inga underarter finns listade i Catalogue of Life.